# La Culebra, Colima
La Culebra är en ort i Mexiko.   Den ligger i kommunen Manzanillo och delstaten Colima, i den södra delen av landet, 600 km väster om huvudstaden Mexico City. La Culebra ligger 31 meter över havet och antalet invånare är 229.
Terrängen runt La Culebra är platt österut, men norrut är den kuperad. Havet är nära La Culebra åt sydväst.  Närmaste större samhälle är Cihuatlán, 13,2 km öster om La Culebra.